# Cartino
Cartino, auch Cardino, ist ein Brettspiel für zwei bis vier Spieler, das ursprünglich 1969 von Ravensburger veröffentlicht wurde. Entwickelt wurde das Spiel von Alex Randolph unter dem Pseudonym D. F. Oudolf. Ziel des Spiels ist es, Spielsteine mit Kartensymbolen so zu legen, dass man mehr Punkte als die Mitspieler erhält. Die Originalversion 1969 basiert auf einem 52er Romméblatt, die späteren, 1974 bis 1977 erschienenen, vereinfachten Versionen basieren auf einem 32er Blatt. 1969 und 1974 erschien das Spiel mit Spielsteinen, 1976 mit Pappkärtchen und 1977 mit Pappkärtchen gemeinsam mit dem Spiel Lingua in einer Packung. Außerdem erschien das Spiel 1974 in der 13-teiligen Ravensburger Casino-Serie mit Schmuckbanderole. Milton Bradley brachte eine 32er-Version als Cardino heraus.

## Spielaufbau
Das Spielbrett besteht aus den 32 Karten eines Skatblattes, die in 4 Reihen zu je 8 Karten aufgeteilt sind. Die vier Spielfarben befinden sich in zwei Reihen zu je vier Karten in den Ecken, mit der 10 außen, und dem Ass innen. Diese haben unterschiedliche Wertungen von einem bis fünf Punkten. An dem Rand des Spielbretts befinden sich pro Spieler eine Zählleiste mit zwanzig Kreisen. Jedes Kartenfeld wird im Verlauf des Spieles mit je zwei gleichen Spielsteinen belegt, daher gibt es 64 Spielsteine und zusätzlich zwei Joker.
Jeder Spieler zieht blind aus dem Kartenpool fünf Spielsteine und legt diese, für andere Spieler nicht sichtbar, auf seine Ablagebank.

## Spielregeln
Die Spieler müssen nacheinander einen oder mehrere Spielsteine auf die entsprechenden Kartenfelder legen, wobei alle Steine dieselbe Kartenfarbe haben müssen. Anschließend werden so viele neue Steine gezogen, wie abgelegt worden sind. Legt ein Spieler alle fünf Steine, erhält er zehn Bonuspunkte. Es zählen jedoch nicht die Punkte auf den gelegten Feldern, sondern nur die der belegten Nachbarfelder. Joker können gelegt und später durch eine richtige Karte ausgetauscht werden.
Das Spiel endet, wenn das Spielbrett vollständig belegt ist oder auch vorzeitig, wenn keine Spielsteine mehr im Pool sind und ein Spieler alle Steine ablegen konnte.